# Liste der Monuments historiques in Montlebon
Die Liste der Monuments historiques in Montlebon führt die Monuments historiques in der französischen Gemeinde Montlebon auf.

## Liste der Immobilien
| Bezeichnung                      | Beschreibung                                                                                  | Standort                                | Kennzeichnung | Schutzstatus | Datum | Bild           |
| -------------------------------- | --------------------------------------------------------------------------------------------- | --------------------------------------- | ------------- | ------------ | ----- | -------------- |
| Couvent des Minimes de la Seigne | Paulanerkloster, ab 1626 erbaut, Kirchweihe 1686, nach der Französischen Revolution aufgelöst | Sur-la-Seigne, place des Minimes (Lage) | PA00101689    | Inscrit      | 1973  | weitere Bilder |
| Ferme Cairey-Remonnay            | Bauernhof, bezeichnet 1736                                                                    | 3 Les Cernoniers (Lage)                 | PA00101797    | Inscrit      | 1992  |                |

## Liste der Objekte
| Bezeichnung                                      | Beschreibung | Standort                                                    | Kennzeichnung | Schutzstatus | Datum | Bild |
| ------------------------------------------------ | --- | ----------------------------------------------------------- | ------------- | ------------ | ----- | ---- |
| Zwei Skulpturen: Betende Engel                   | Holz, vergoldet, 19. Jahrhundert                                                                                                | Sur-la-Seigne, in der Kirche St-Michel (Lage)               | PM25001124    | Classé       | 1975  |      |
| Altarkreuz und sechs Altarleuchter               | Holz, vergoldet, Anfang des 19. Jahrhunderts                                                                                    | Sur-la-Seigne, in der Kirche St-Michel (Lage)               | PM25001125    | Classé       | 1975  |      |
| Zwei Prozessionslaternen                         | Holz, vergoldet, 19. Jahrhundert                                                                                                | Sur-la-Seigne, in der Kirche St-Michel (Lage)               | PM25001126    | Classé       | 1975  |      |
| Kruzifix                                         | Holz, farbig gefasst und vergoldet, um 1800                                                                                     | Sur-la-Seigne, in der Kirche St-Michel (Lage)               | PM25001127    | Classé       | 1975  |      |
| Hauptaltar                                       | Altartisch, Altaraufbau und Tabernakel; Holz, farbig gefasst und vergoldet, erste Hälfte des 19. Jahrhunderts                   | Sur-la-Seigne, in der Kirche St-Michel (Lage)               | PM25001128    | Classé       | 1975  |      |
| Gemälde Abendmahl                                | Ölfarbe auf Leinwand, vergoldeter Holzrahmen, 17. Jahrhundert; nach Peter Candid                                                | Sur-la-Seigne, in der Kirche St-Michel (Lage)               | PM25001129    | Classé       | 1975  |      |
| Hauptaltar                                       | Altaraufbau, Tabernakel, Retabel und Gemälde; Holz, farbig gefasst und vergoldet, Ölfarbe auf Leinwand, 18. und 19. Jahrhundert | Les Fontenottes, in der Kirche Notre-Dame-du-Rosaire (Lage) | PM25001130    | Classé       | 1988  |      |
| Rechter Seitenaltar                              | Altartisch, Retabel und Gemälde; Holz, farbig gefasst und vergoldet, Ölfarbe auf Leinwand, 18. Jahrhundert                      | Les Fontenottes, in der Kirche Notre-Dame-du-Rosaire (Lage) | PM25001131    | Classé       | 1988  |      |
| Linker Seitenaltar                               | Altartisch, Retabel und Gemälde; Holz, farbig gefasst und vergoldet, Ölfarbe auf Leinwand, 18. Jahrhundert                      | Les Fontenottes, in der Kirche Notre-Dame-du-Rosaire (Lage) | PM25001132    | Classé       | 1988  |      |
| Gemälde Stiftung des Rosenkranzes                | Ölfarbe auf Leinwand, vergoldeter Holzrahmen, 18. Jahrhundert                                                                   | Les Fontenottes, in der Kirche Notre-Dame-du-Rosaire (Lage) | PM25001133    | Classé       | 1988  |      |
| Kanzel                                           | Holz, farbig gefasst und vergoldet, 19. Jahrhundert                                                                             | Sur-la-Seigne, in der Kirche St-Michel (Lage)               | PM25002264    | Inscrit      | 1975  |      |
| Skulptur Madonna                                 | Holz, vergoldet, 19. Jahrhundert                                                                                                | Sur-la-Seigne, in der Kirche St-Michel (Lage)               | PM25002265    | Inscrit      | 1975  |      |
| Skulptur Heiliger Josef mit Jesuskind            | Holz, farbig gefasst und vergoldet, erste Hälfte des 19. Jahrhunderts                                                           | Sur-la-Seigne, in der Kirche St-Michel (Lage)               | PM25002266    | Inscrit      | 1975  |      |
| Gemälde Unterweisung Mariens                     | Ölfarbe auf Holz, Holzrahmen, Ende des 17. Jahrhunderts                                                                         | Sur-la-Seigne, in der Kirche St-Michel (Lage)               | PM25002267    | Inscrit      | 1975  |      |
| Gemälde Taufe Christi                            | Ölfarbe auf Leinwand, Holzrahmen, bezeichnet 1694                                                                               | Sur-la-Seigne, in der Kirche St-Michel (Lage)               | PM25002268    | Inscrit      | 1975  |      |
| Kanzel                                           | Holz, Ende des 18. Jahrhunderts                                                                                                 | Les Fontenottes, in der Kirche Notre-Dame-du-Rosaire (Lage) | PM25002269    | Inscrit      | 1987  |      |
| Gemälde Eremit                                   | Ölfarbe auf Leinwand, Holzrahmen, 19. Jahrhundert                                                                               | Les Fontenottes, in der Kirche Notre-Dame-du-Rosaire (Lage) | PM25002270    | Inscrit      | 1987  |      |
| Gemälde Abbé Billod wird von einem Engel geführt | Ölfarbe auf Leinwand, Mitte des 19. Jahrhunderts                                                                                | Les Fontenottes, in der Kirche Notre-Dame-du-Rosaire (Lage) | PM25002271    | Inscrit      | 2003  |      |